# 陸海通大廈

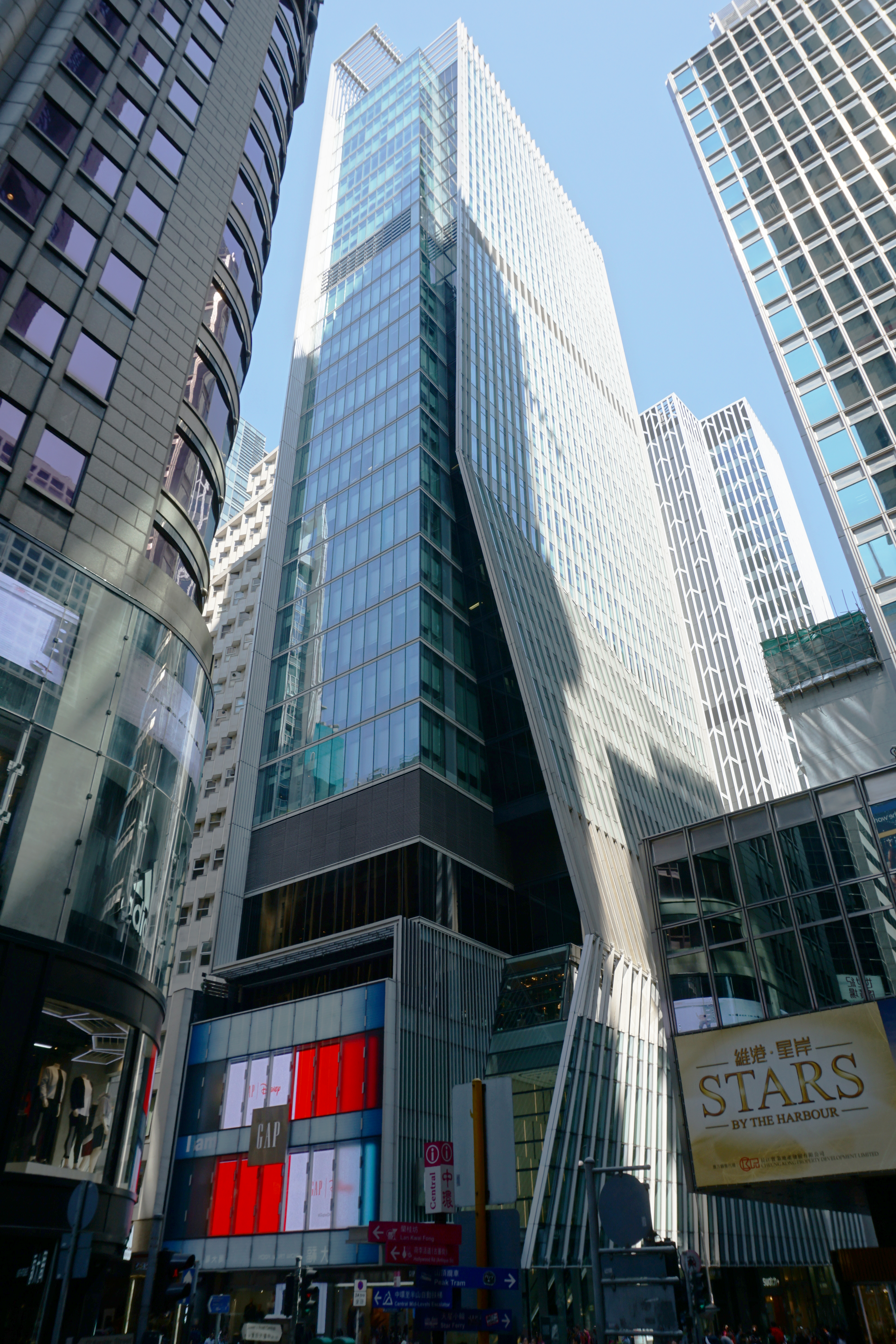
陸海通大廈

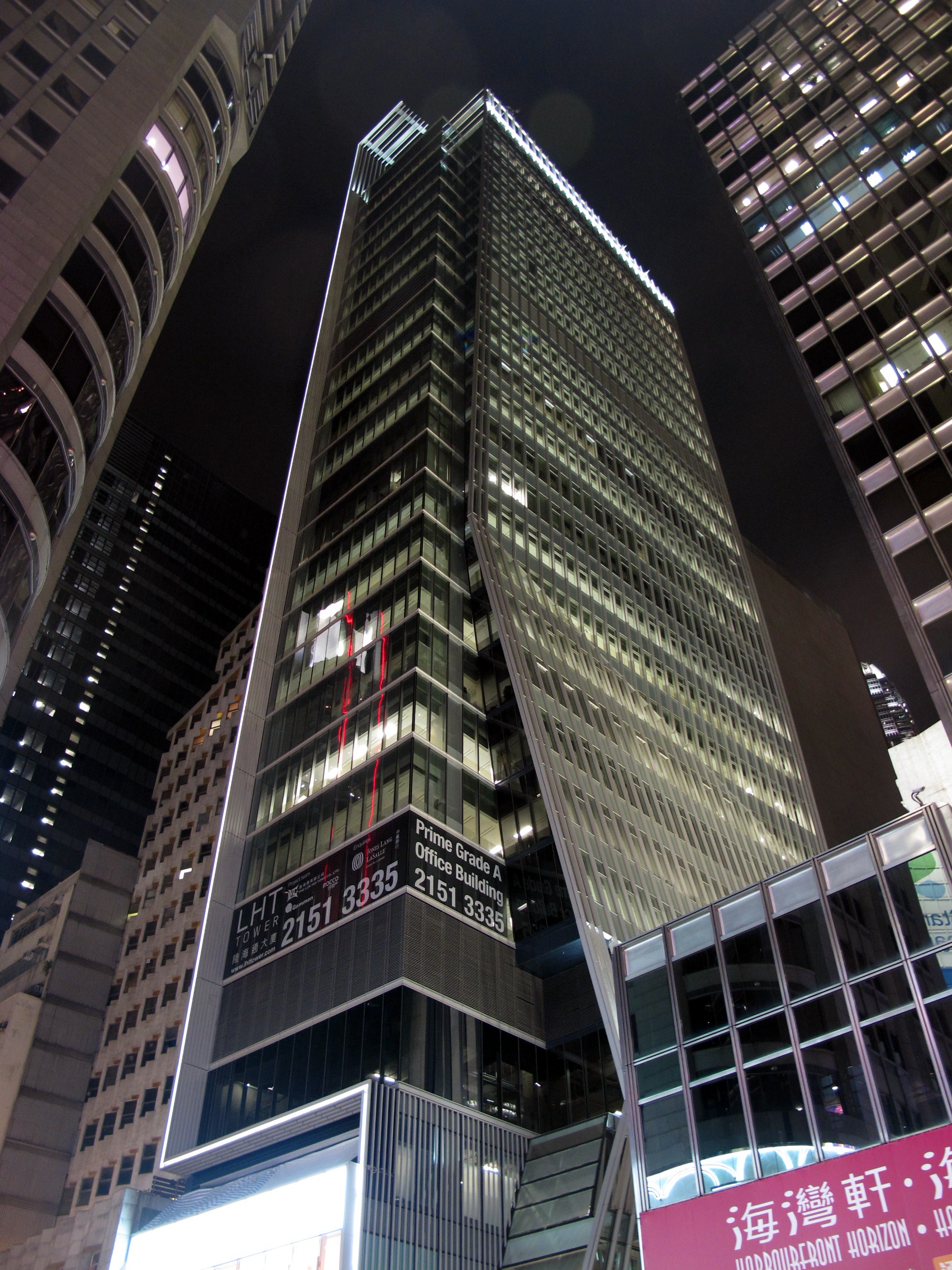
陸海通大廈夜景

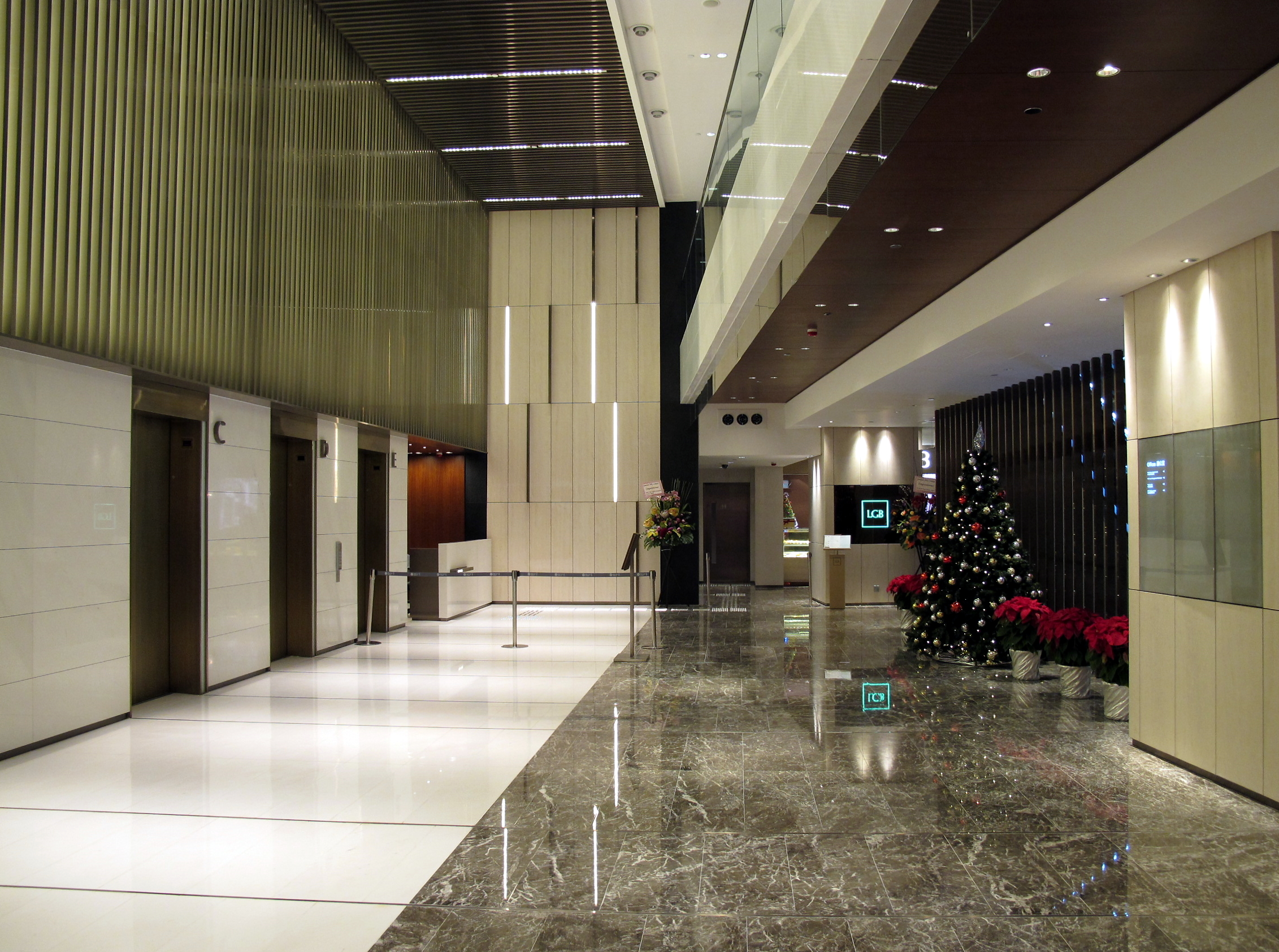
陸海通大廈辦公室大堂

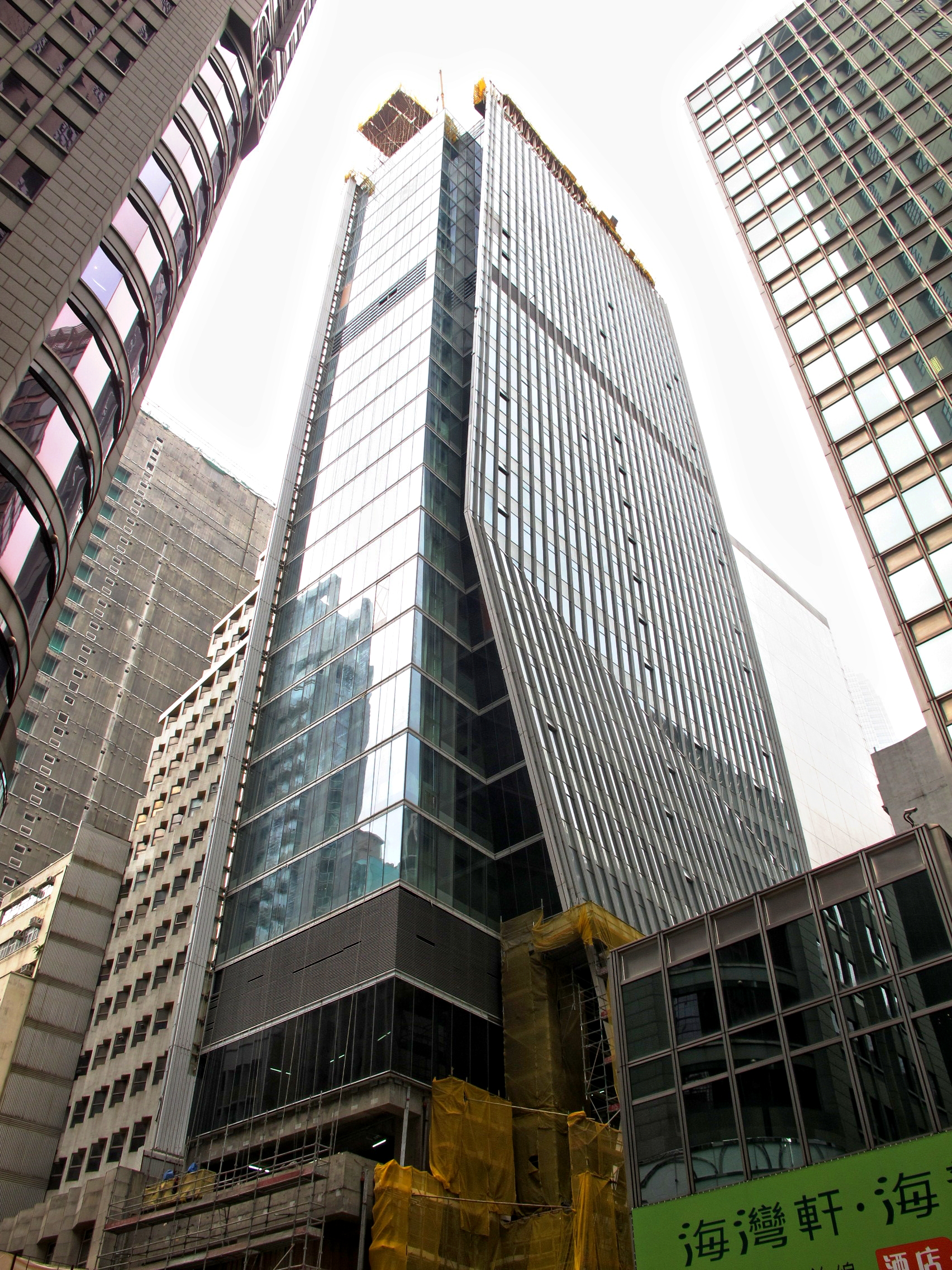
重建中的陸海通大廈（2011年2月）

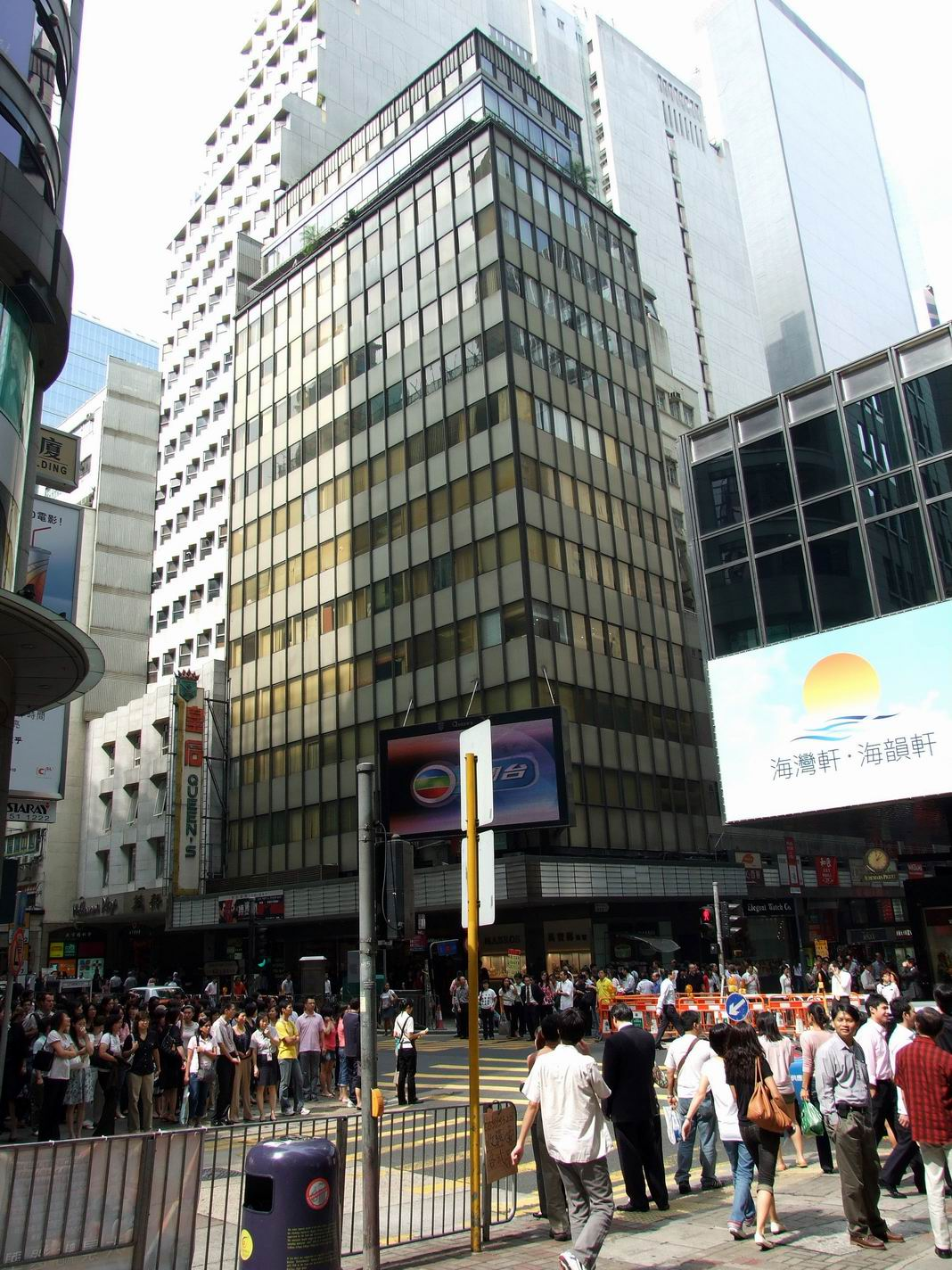
重建前的陸海通大廈

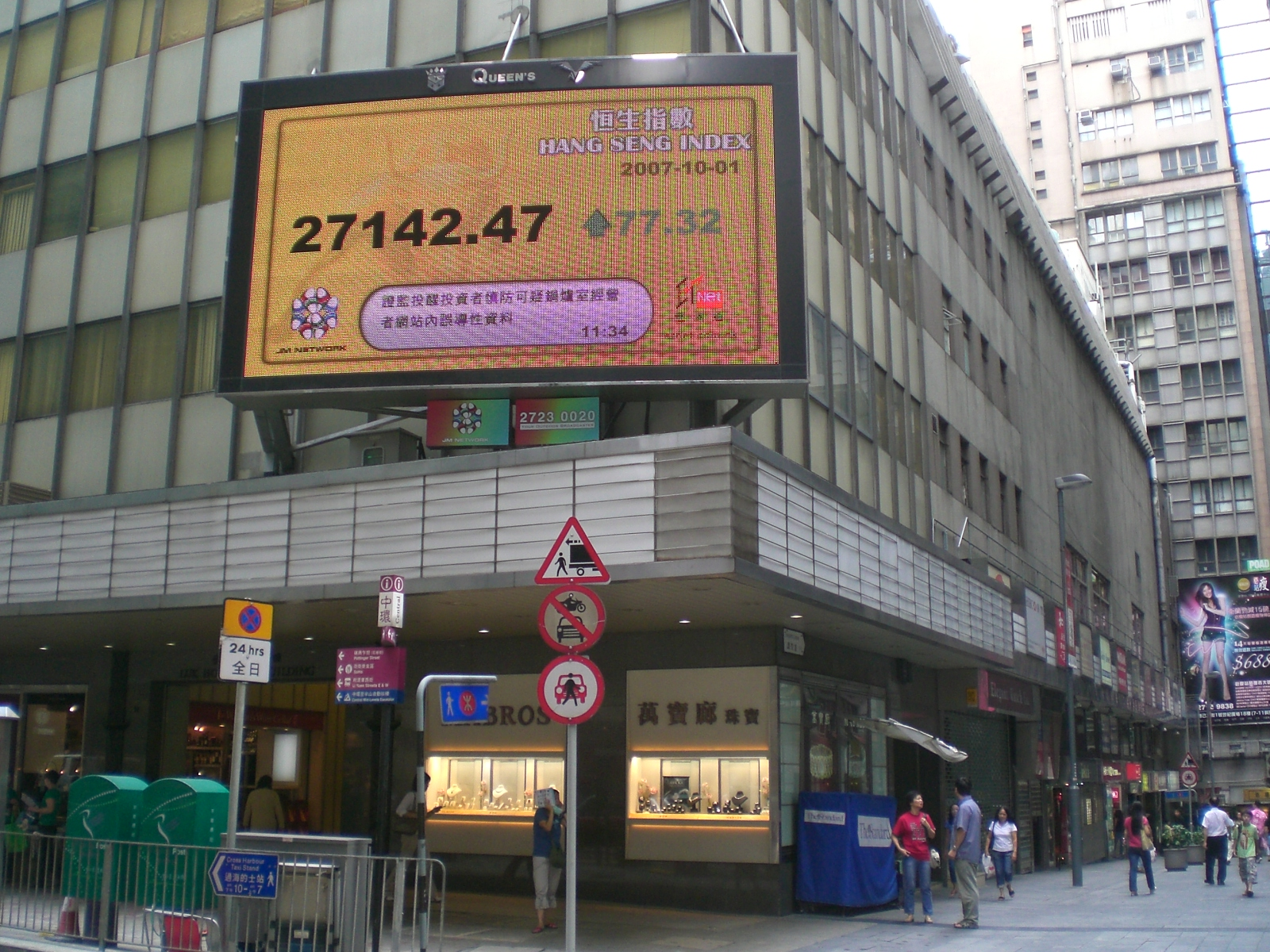
重建前的大廈外牆

陸海通大廈（英語：LHT Tower，重建前稱為Luk Hoi Tung Building）位於香港中環皇后大道中31號及戲院里1-7號交界，原址是建於1925年的皇后戲院，於1958年拆卸重建而成樓高13層的陸海通大廈，是為第一代大廈。大廈由建築師朱彬設計，1961年7月21日大廈落成暨皇后戲院開幕典禮由周錫年爵士主持剪綵，皇后戲院有電動扶梯供觀眾代步，拆卸前是日立牌（Hitachi）在香港最舊的自動梯。
陸海通大廈由老牌地產發展商陸海通持有，2006年10月中修改地皮契約，放寬地契的發展限制，與地政總署達成補地價協議，在補超過1.38億元地價後，大廈包括皇后戲院、商場及寫字樓已於2008年年底拆卸，而陸海通亦已遷往灣仔六國中心8樓，地盤佔地約1.1萬平方呎，興建一幢樓高27層商廈，另有一層地庫，總樓面面積約17.8萬方呎，是為第二代大廈。

## 結構
陸海通大廈地盤面積僅有975平方米，坐落皇后大道中及戲院里交界，整幢大廈的布局將戲院安排在第一層，戲院大堂置於第二及第三層，空出地面全層及地下一層作為商場，地下二層安排用作餐廳。戲院處於戲院里中央，留出皇后大道中的空間興建一幢樓高13層的辦公大樓，提供3,700平方米的樓面面積。陸海通大廈是早期的玻璃幕牆建築物，頂層外牆從主體積向後退，整體作深啡色調。

## 主要租戶（第一代）

### 商場
- 皇后戲院
- 勝利大藥房
- 美心西餅
- 有食緣

### 寫字樓
- 陸海通有限公司
- 六國企業有限公司
- 上水置業有限公司
- 陸海通人壽保險有限公司
- 東瀛遊旅行社

## 主要租戶（第二代）
基座地下至2樓和地庫設美國服裝品牌Gap，佔地1.3萬呎樓面，自2011年起租用。到2020年11月棄租，意味將撤離香港。美國名廚馬利歐·巴塔利在3樓全層開設意大利餐廳LUPA。其餘租戶包括Swatch、Mabros珠寶、Laurel、LGB Cafe及PRIVATE i 髮廊。

### 寫字樓
- 5樓：BPI International Finance Limited
- 7樓：國民西敏寺資本市場銀行有限公司（702室）
- 8樓：
- 9樓：新加坡數字資產金融服務公司Antalpha
- 10樓：Heitman LLC.（1001室）、M&G Investments（Hong Kong）Limited（1002室）
- 11樓：AlixPartners Hong Kong Limited（1101室）
- 12樓：
- 15樓：Davidson Kempner Asia Limited（1501室）
- 16樓：佟達釗律師行（1601室）、AM Squared Limited（1602室）
- 17樓：Two Sigma Asia Pacific, Limited（1702室）
- 18樓：QuadReal HK Services Limited（1801室）、安豐投資顧問（香港）有限公司（1802室）
- 19樓：康利亞太有限公司
- 20樓：
- 21樓：百德能（Platinum）
- 23樓：倫敦對冲基金公司 Marshall Wace Asia Limited
- 25樓：Oasis Management（Hong Kong）、梁愷昍婦癌基金會
- 26樓：邁高達集團（2601室）、Sard Verbinnen & Co（2602室）
- 27樓：Library Research Limited（2702室）、Suite 2703 Chambers（2703室）
- 28樓：
- 29樓：SLMR Partners Limited
- 30樓：安本香港有限公司
- 31樓：明德控股（3102室）

## 鄰近建築
- 怡安華人行
- 萬邦行
- 娛樂行
- 豐盛創建大廈
- 興瑋大廈
- 德成大廈 又名 德成行。

## 事件
- 2005年6月3日，英籍男教師扮成蜘蛛俠攀爬上陸海通大廈外牆一個巨型電視屏幕並掛上「平反六四」橫額，被控對公眾造成滋擾。[3]他於2006年3月15日於東區裁判法院被裁定對公眾造成滋擾罪名成立，判監21日。[4]